# Eisenbahnfrachtbrief

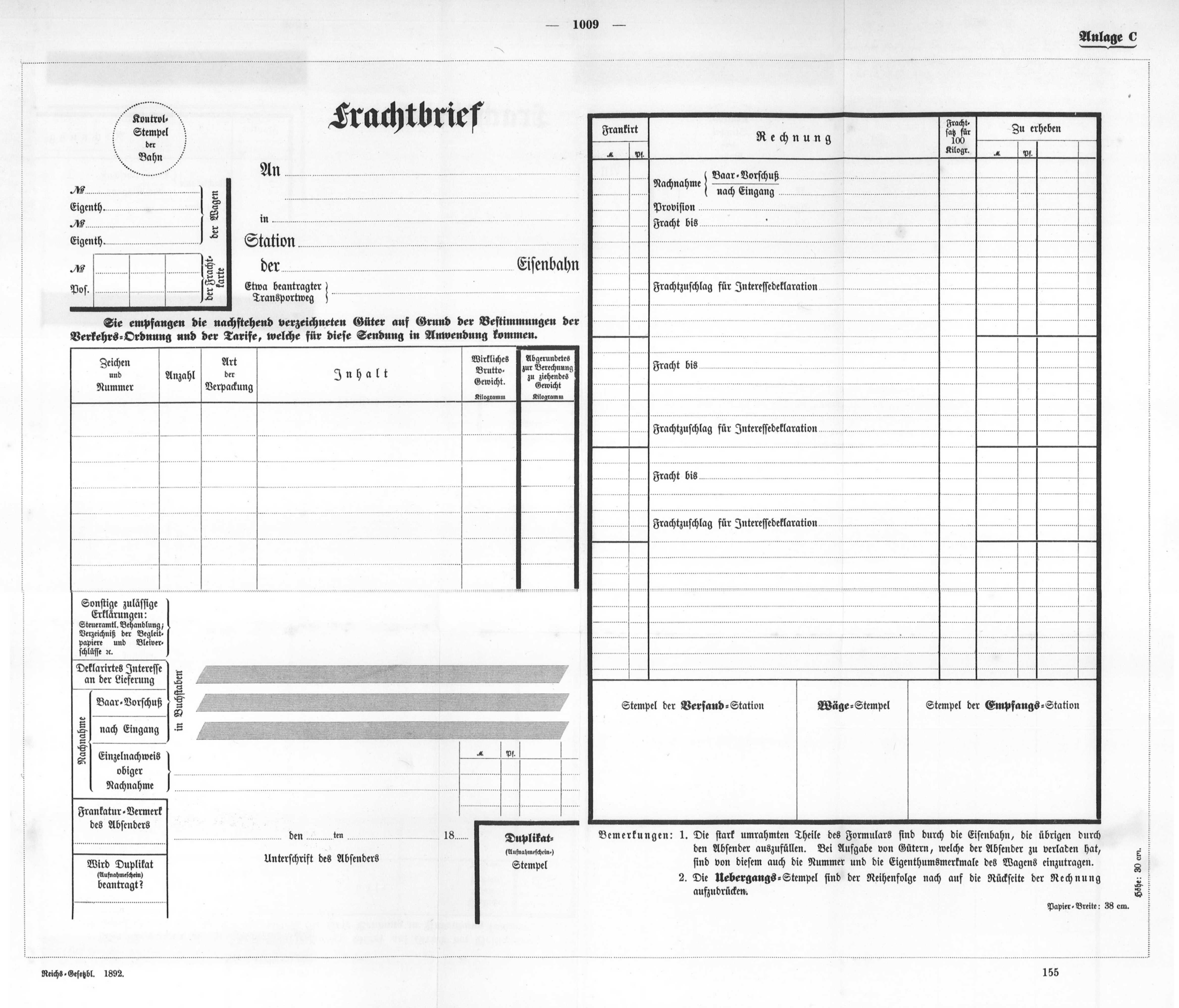
Deutscher Eisenbahnfrachtbrief (1892)

Frachtbrief 2019

Der Eisenbahnfrachtbrief (englisch railroad waybill, rail consignment note) ist im Frachtgeschäft des Schienengüterverkehrs ein Warenbegleitpapier, das beim Gütertransport mit dem Güterzug ausgestellt wird.

## Allgemeines
Er gehört zu den Frachtbriefen, die für den Transport auf dem Lande (Straße: CMR-Frachtbrief, Schiene: Eisenbahnfrachtbrief), zu Wasser (Binnenschifffahrt: Ladeschein, Seeschifffahrt: Seefrachtbrief) oder in der Luft (Luftfrachtbrief) vorgesehen sind. Wie alle übrigen Frachtbriefe bescheinigt auch der Eisenbahnfrachtbrief, dass der Frachtführer (Eisenbahnunternehmen) genau bestimmtes Frachtgut zum Transport in Güterzügen übernommen hat.
Seit Juli 2006 ist der internationale „CIM-Frachtbrief“ üblich, der auf dem Übereinkommen über den internationalen Eisenbahnverkehr beruht. In dessen Anhang B ist die Güterbeförderung durch die „Einheitlichen Rechtsvorschriften für den Vertrag über die internationale Eisenbahnbeförderung von Gütern“ (französisch Règles uniformes concernant le Contrat de transport international ferroviaire des marchandises, abgekürzt CIM) geregelt. Der „CIM-Frachtbrief“ wird von den meisten europäischen sowie teilweise auch außereuropäischen Eisenbahnverwaltungen ausgestellt. Der einheitliche Vordruck wird in fünffacher Ausfertigung durch den Absender ausgefüllt.
Steht im Eisenbahnfrachtbrief „frei Station“, ist das Rollgeld vom Empfänger zu bezahlen.

## Geschichte
Der erste in Europa zum Einsatz gekommene Land-Frachtbrief datiert aus dem Jahre 1337 und stammte vom Dogen Francesco Dandolo aus Venedig. Ein erster Eisenbahnfrachtbrief tauchte 1849 von den bayerischen Eisenbahn-Verwaltungen auf, ein weiteres Exemplar erschien im Jahre 1856. Im Oktober 1856 entschied  das königliche Oberste Appellationsgericht in München, dass bei einem vorhandenen Eisenbahnfrachtbrief keine mündlichen Nebenabreden getroffen werden dürfen. Erste genaue Regelungen gab es im ADHGB vom Mai 1861, das Vorschriften für Land- und Binnenschiffstransport (Art. 390 ff. ADHGB) und Eisenbahntransport (Art. 421 Abs. 1 ADHGB) enthielt. Die §§ 422 ff. ADHGB befassten sich vorwiegend mit Haftungsfragen. Die Eisenbahn-Verkehrsordnung (EVO) konkretisierte im November 1892 erstmals den Inhalt des Eisenbahnfrachtbriefs gesetzlich. Danach musste jede Sendung von einem Eisenbahn-Frachtbrief begleitet sein, dessen Inhalt in § 51 EVO a. F. geregelt war. Die abgebildete Form des Frachtbriefs ergab sich aus § 52 EVO a. F.
Im Juli 2006 erschien der heutige internationale „CIM-Frachtbrief“.

## Rechtsfragen
Der „Eisenbahn-Frachtbrief“ im nationalen Verkehr innerhalb Deutschlands unterliegt dem Frachtrecht des Handelsgesetzbuchs (HGB), das allgemein lediglich den Frachtbrief regelt. Der vom Absender und Frachtführer gemeinsam unterzeichnete „Frachtbrief“ dient – bis zum Beweis des Gegenteils – als Nachweis für Abschluss und Inhalt des Frachtvertrages sowie für die Übernahme des Frachtgutes durch den Frachtführer (§ 409 Abs. 1 HGB). Mit dieser Vermutung ist eine Beweislastumkehr verbunden. Denn nach § 292 ZPO ist bis zum Beweis des Gegenteils von dem Vorhandensein der angeführten Tatsache auszugehen. Der Frachtbrief wird gemäß § 408 Abs. 2 HGB in drei Originalausfertigungen ausgestellt, die vom Absender unterzeichnet werden. Der Absender kann verlangen, dass auch der Frachtführer den Frachtbrief unterzeichnet. Der Absender haftet nach § 414 Abs. 1 HGB für die Richtigkeit und Vollständigkeit des „Frachtbriefs“ und ist gemäß § 418 Abs. 1 HGB berechtigt, über das Frachtgut zu verfügen. Er kann insbesondere verlangen, dass der Frachtführer das Gut nicht weiterbefördert oder es an einem anderen Bestimmungsort, an einer anderen Ablieferungsstelle oder an einen anderen Empfänger abliefert.
Der Eisenbahnfrachtbrief ist lediglich ein Warenbegleitpapier und Versandnachweis, nicht dagegen wie das Konnossement ein Wertpapier oder Traditionspapier. Er ist allerdings ein Sperrpapier, weil das Verfügungsrecht des Absenders nach Ankunft des Gutes an der Ablieferungsstelle erlischt und auf den Empfänger übergeht (§ 418 Abs. 2 HGB).
Sofern es sich aber um einen grenzüberschreitenden Eisenbahntransport handelt, kommen die Regelungen des Übereinkommen über den internationalen Eisenbahnverkehr (COTIF - Convention relative aux transports internationaux ferroviaires), Anlage B: CIM (Règles uniformes concernant le Contrat de transport international ferroviaire des marchandises) zur Anwendung. Dann spricht man auch von einem „CIM-Frachtbrief“" Art. 6 CIM regelt näheres zum CIM-Frachtvertrag, vor allem aber in den Art. 6 §§ 2-9 CIM Bestimmungen dazu, wann und wie ein CIM-Frachtbrief auszustellen und zu verwenden ist. Art. 7 CIM  äußert sich zum zwingenden Mindestinhalt und weiteren fakultativen Inhalt eines CIM-Frachtbriefs. Art. 8 CIM ergänzt sodann Regeln für den Fall einer nicht ordnungsgemäßen Ausstellung des CIM-Frachtbriefs, insbesondere Haftungsfragen. Auch im CIM soll es einen Frachtbrief geben, allerdings berühren auch im CIM das Fehlen, die Mangelhaftigkeit oder der Verlust des Frachtbriefes weder den Bestand noch die Gültigkeit des CIM-Frachtvertrages (Art. 6 § 2 S.2 CIM). Auch im CIM hat der CIM-Frachtbrief nicht die Bedeutung eines Konnossements (Art. 6 § 5 CIM).